# Versus (telenovela)
Versus es una telenovela chilena de drama romántico creada por Pablo Illanes. Se estrenó por Televisión Nacional de Chile el 29 de agosto de 2005, y concluyó el 30 de diciembre de 2005. La telenovela narra la historia de un hombre que sufre de un trastorno de identidad disociativo que alterna su doble personalidad.
Protagonizada por Francisco Melo en el doble papel titular, junto a María José Urzúa, Cristián Arriagada, Fernanda Urrejola y Alfredo Castro.

## Sinopsis
Diego Saldaña (Francisco Melo) es un hombre común que sufre de trastorno de identidad disociativo, alternando entre su personalidad tranquila y un alter ego llamado Iván, un bohemio descontrolado. En busca de una cura, viaja a Viña del Mar para consultar al doctor Arístides Montenegro (Alfredo Castro), un genetista retirado. Aunque al principio se muestra reacio, el doctor acepta ayudarlo al descubrir que su antiguo experimento podría ser la solución.

## Reparto
- Francisco Melo como Diego Saldaña / Iván Saldaña.
- María José Urzúa como Javiera Fuentealba.
- Cristián Arriagada como Octavio Cox.
- Fernanda Urrejola como Clara Chaparro.
- Alfredo Castro como Arístides Montenegro.
- Coca Guazzini como América Gumucio.
- Mauricio Pešutić como Bartolomé «Chumango» Chaparro.
- Gloria Münchmeyer como Nélida Rojo.
- Jaime Vadell como Domingo Carrera.
- Ana Reeves como Enriqueta Vergara.
- Francisco Pérez-Bannen como Juano Torrejón.
- Sigrid Alegría como Cindy López.
- Edgardo Bruna como Nuncio Chaparro.
- Gabriela Hernández como Peonía Torrejón.
- Francisca Imboden como Irene Yáñez.
- Paola Volpato como María Elsa Pereira.
- Katyna Huberman como Sara Wellington.
- Claudio Arredondo como Clemente Fuentealba.
- Carmina Riego como Gladys Miranda.
- Juan José Gurruchaga como Álvaro Cox.
- Luz Valdivieso como Vanessa Carrera.
- Cristián Riquelme como Gustavo Valdés.
- Matías Oviedo como David Vergara.
- Isabel Ruiz como Tamara Carrera.
- Francisca Tapia como María Paz Vergara.
- María José Bello como Marisol Yáñez.

## Producción
Esta telenovela fue creada por Pablo Illanes basándose en El extraño caso del doctor Jekyll y el señor Hyde de Robert Louis Stevenson. Para el papel de «Javiera» se hizo un casting donde la directora del Área Dramática María Eugenia Rencoret, eligió a María José Urzúa por sobre otras actrices como Javiera Díaz de Valdés, que también participó. Inicialmente el personaje de «Javiera» sería secundario, manteniendo a «Clarita» (interpretada por Fernanda Urrejola) como protagonista; pero debido a que «Clarita» se encuentra en coma durante gran parte de la telenovela, se le dio más protagonismo a «Javiera».

## Recepción
Versus debutó el 29 de agosto de 2005 a las 19:15 horas, liderando con una audiencia promedio de 25 puntos de rating y un peak de 28 puntos, frente a Los Simpson de Canal 13 que promedió 24 puntos, en el mismo horario. El primer episodio también fue repetido ese mismo día a las 22:00 horas, liderando nuevamente con una audiencia promedio de 24 puntos, frente a Morandé con compañía de Mega que marcó 23 puntos.
Versus se estrenó mientras su antecesora Los Capo, todavía seguía al aire, lo que la benefició al no competir directamente con Brujas, la telenovela de Canal 13 a las 20:00 horas. Pero posteriormente, tras el término de Los Capo y Brujas, debió competir directamente con Gatas y tuercas, la nueva telenovela de Canal 13 que comenzó liderando el 13 de septiembre de 2005 con una audiencia de 45,3 puntos, pero que tras una semana de emisión cayó hasta los 27 puntos promedio el 21 de septiembre de 2005, frente a Versus que en el segundo lugar tuvo 22 puntos. Posteriormente, Versus y Gatas y tuercas mantuvieron cifras de audiencia similares en torno a 22 y 25 puntos de rating.

## Banda sonora
| Intérprete           | Tema                      | Personaje(s)      | Actor(es)                                  |
| -------------------- | ------------------------- | ----------------- | ------------------------------------------ |
| Carlos Baute         | Te regalo                 | Tema central      | =                                          |
| Reik                 | Yo quisiera ser           | Iván y Javiera    | Francisco Melo y María José Urzúa          |
| Andy & Lucas         | Tanto la quería           | Octavio y Javiera | Cristián Arriagada y María José Urzúa      |
| Mario Guerrero       | Mujer                     | Diego y Javiera   | Francisco Melo y María José Urzúa          |
| Belinda              | Lo siento                 | Vanessa           | Luz Valdivieso                             |
| La Oreja de Van Gogh | Nadie como tú             | Marisol y Gustavo | María José Bello y Cristián Riquelme       |
| Difuntos Correa      | Black dancing             | Cindy             | Sigrid Alegría                             |
| La Quinta Estación   | Daria                     | Tamara y David    | Isabel Ruiz y Matías Oviedo                |
| Julieta Venegas      | Oleada                    | Marisol           | María José Bello                           |
| Bebe                 | Con mis manos             | Clara             | Fernanda Urrejola                          |
| Los Nocheros         | No saber de ti            | Juano y Clara     | Francisco Pérez-Bannen y Fernanda Urrejola |
| Luis Fonsi           | Nada es para siempre amor | Clemente e Irene  | Claudio Arredondo y Francisca Imboden      |